# Rhipidomys
Rhipidomys é um gênero de roedores da família Cricetidae.

## Espécies
- Rhipidomys albujai Brito, Tinoco, Chávez, Moreno Cárdenas, Batallas, & Ojala-Barbour, 2017
- Rhipidomys austrinus Thomas, 1921
- Rhipidomys cariri Tribe, 2005
- Rhipidomys caucensis J. A. Allen, 1913
- Rhipidomys couesi (J. A. Allen & Chapman, 1893)
- Rhipidomys emiliae J. A. Allen, 1916
- Rhipidomys fulviventer Thomas, 1896
- Rhipidomys gardneri Patton et al., 2000
- Rhipidomys latimanus (Tomes, 1860)
- Rhipidomys leucodactylus (Tschudi, 1844)
- Rhipidomys macconnelli de Winton, 1900
- Rhipidomys macrurus Gervais, 1855
- Rhipidomys mastacalis (Lund, 1840)
- Rhipidomys modicus Thomas, 1926
- Rhipidomys nitela Thomas, 1901
- Rhipidomys ochrogaster J. A. Allen, 1901
- Rhipidomys tribei Costa, Geise, Pereira & Costa, 2011
- Rhipidomys venezuelae Thomas, 1896
- Rhipidomys venustus Thomas, 1900
- Rhipidomys wetzeli Gardner, 1989